# Hectobrocha
Genre
Hectobrocha est un genre de lépidoptères (papillons) de la famille des Erebidae et de la sous-famille des Arctiinae. Ses espèces sont endémiques d'Australie.

## Liste des espèces
Selon FUNET Tree of Life (30 octobre 2020) :
- Hectobrocha adoxa (Meyrick, 1886)
- Hectobrocha pentacyma Meyrick, 1886
- Hectobrocha multilinea Lucas, 1890
- Hectobrocha subnigra Lucas, 1890